# Patrový autobus

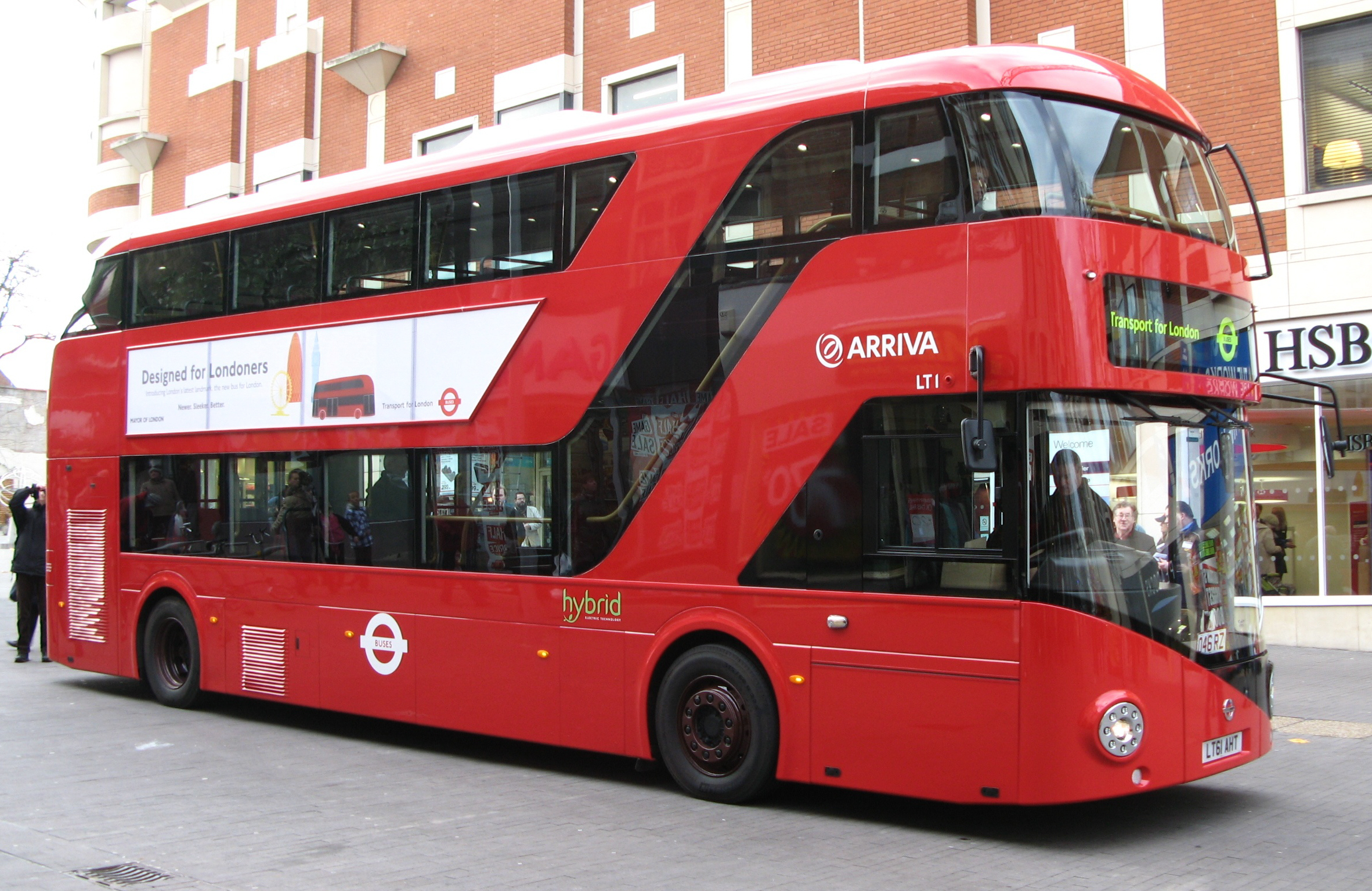
Patrový autobus LT1 v Londýně

Patrový neboli dvoupodlažní autobus (anglicky double-decker bus) je autobus, který má dvě podlaží. Tento typ autobusů je využíván především ve Spojeném království, zbytku Evropy či v Asii. Nejikoničtějšími patrovými vozidly tohoto typu jsou londýnské červené autobusy. Tyto autobusy slouží především jako součást MHD k dojíždění, často jsou uzpůsobeny pro vyhlídkové turistické jízdy.
První motorový patrový bus byl představen v roce 1923. Nejslavnější typ doubledeckeru je tzv. AEC Routemaster, který se začal vyrábět v 50. letech 20. století.
V Česku vyjely patrové autobusy na pravidelnou linku poprvé v Ostravě. Od 1. listopadu 2020 zde jezdí dva patrové autobusy, které si nechal Dopravní podnik Ostrava vyrobit u společnosti Scania za 28,6 milionů Kč.

## Dvoupatrové autobusy

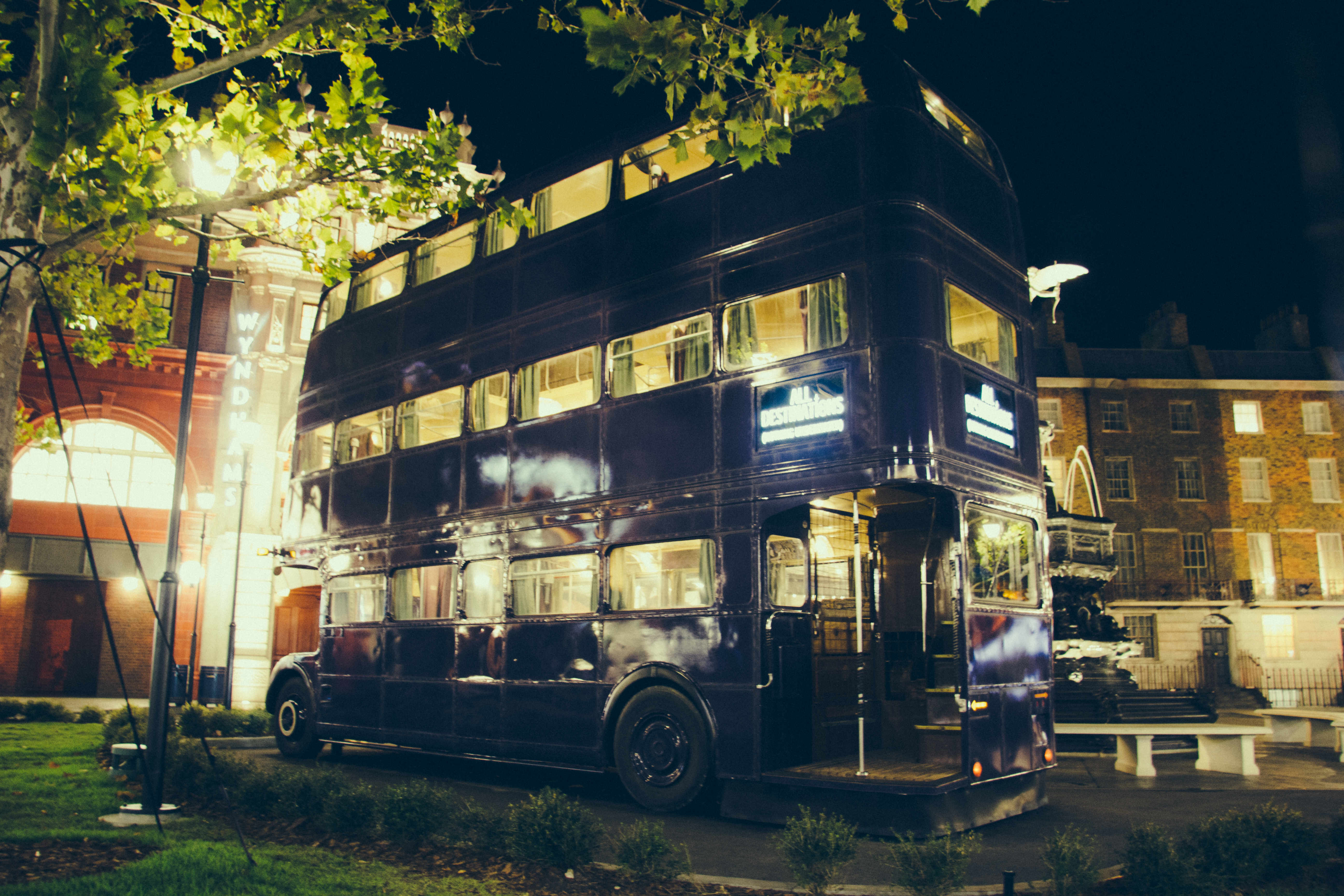
Dvoupatrový (třípodlažní) autobus, vytvořený jako rekvizita pro filmovou sérii Harry Potter, je vystaven v zábavním parku Universal Studios v Orlandu

Dvoupatrové autobusy (triple-decker buses, tedy třípodlažní autobusy) se vyskytují převážně jen ve fikci a byly oblíbeným námětem mystifikačních fotografií. Za první skutečný dvoupatrový autobus je někdy označován vůz pro 88 cestujících, který od roku 1932 jezdil mezi městy Řím a Tivoli, avšak podle dobového obrázku třetí podlaží tvořil pouze krátký úsek v zadní části vozu, kde šlo vlastně jen o zvýšené druhé podlaží. Podobně tomu byl i u autobusu, který v 50. letech prodávala společnost General American Aerocoach Corporation. Za jediný skutečný dvoupatrový autobus tak je pokládán fialový vůz, který byl vyroben pro natáčení filmu Harry Potter a vězeň z Azkabanu. Byl vyroben týmem supervizora speciálních efektů Johna Richardsona ze dvou autobusů Routemaster a šlo o skutečný funkční autobus.